# Monument aux morts de Condom
Le monument aux morts de Condom (Gers, France) est consacré aux soldats de la commune morts lors des conflits du XXe siècle.

## Caractéristiques
Le monument est érigé sur la place du Souvenir, non loin de l'hôtel de ville de Condom, sur une esplanade longeant en surplomb la rue Jean-Jaurès et l'avenue du Général-de-Gaulle. L'édifice est accessible par un escalier en venant de l'est. Il est constitué d'un piédestal supportant la statue d'un poilu en pied, encadré de deux colonnes. Le soldat est représenté en marche, muni de son équipement. L'ensemble sculptural, en pierre, est entouré d'un grille en  fer forgé.
Sur le piédestal est gravée l'inscription : « Aux Condomois tombés pour la patrie et la paix du monde », ainsi que les dates « 1914 » et «1918 ». Sur les côtés et l'arrière du socle, ainsi que sur une plaque à l'avant, sont gravés les noms des 266 soldats de la commune morts au combat au XXe siècle,.

## Histoire
Le monument est l'œuvre du sculpteur Daniel-Joseph Bacqué. Il est inauguré le 24 juin 1923.
Le monument aux morts est inscrit au titre des monuments historiques le 18 octobre 2018. Il fait partie d'un ensemble de 42 monuments aux morts de la région Occitanie protégés à cette date pour leur valeur architecturale, artistique ou historique.